# Halina Konopacka
Halina Konopacka (Leonarda Kazimiera Konopacka-Matuszewska-Szczerbińska) (Voivodato de Łódź, Polonia, 26 de febrero de 1900 - Daytona Beach, Florida, Estados Unidos, 28 de enero de 1989) fue una atleta polaca, primera campeona olímpica en la prueba de lanzamiento de disco en las Olimpiadas de Ámsterdam 1928, y primera campeona olímpica polaca. Después de retirarse del atletismo fue escritora y poeta, emigró a los Estados Unidos durante la Segunda Guerra Mundial y murió allí.
Konopacka nació en Rawa Mazowiecka, Imperio Ruso, y creció en Varsovia, donde se formó en hípica, natación y patinaje. Mientras estudiaba en la Facultad de Filología de la Universidad de Varsovia comenzó a practicar esquí y atletismo, pero pronto abandonó los deportes de invierno porque las instalaciones estaban demasiado lejos de su casa. En 1926, con tan sólo unos meses de formación, estableció su primer récord mundial en lanzamiento de disco. En 1927 y 1928 consiguió dos más.
En 1928 participó en los Juegos Olímpicos de Ámsterdam, donde ganó la medalla de oro en la prueba del lanzamiento de disco del programa de atletismo.
En 1928 se casó con Ignacy Matuszewski, ministro de Hacienda de Polonia. Se retiró del atletismo en 1931, pero continuó practicando diferentes deportes, como el esquí, el tenis y las carreras de coches. Fue homenajeada en los Juegos Olímpicos de invierno y de verano de 1936 y fue miembro del Comité Olímpico Polaco entre 1938 y 1939.
Por los estudios recibidos, dominaba con fluidez tres idiomas, lo que la animó a escribir. Su primer libro de poesía Któregoś dnia data de 1929, y posteriormente publicó sus poemas en la revista literaria del grupo Skamander y en el Wiadomości Literackie, primer periódico literario de la Polonia de entreguerras. Obtuvo el reconocimiento de escritores reconocidos como Mieczysław Grydzewski, Kazimierz Wierzyński y Antoni Słonimski. Según la profesora Anna Nasiłowska, las obras de Konopacka se valoran por su enfoque feminista en el análisis de la relación entre el hombre y la mujer, por su reminiscencia de juventud y por el tratamiento del tema de los celos.
En septiembre de 1939, al inicio de la Segunda Guerra Mundial, ayudó a su marido, Ignacy Matuszewski, exministro de Hacienda, a enviar las reservas de oro del Banco Nacional Polaco a Francia para ayudar a financiar al gobierno polaco en el exilio. Cuando Francia se entregó a Alemania en junio de 1940, la pareja emigró a los Estados Unidos, donde llegó en septiembre de 1941 tras un periplo por España, Portugal y Brasil. Después de que su marido muriera de forma repentina en Nueva York en 1946, fundó una escuela de esquí y diseñó ropa. En 1949 se casó con George Szczerbiński, jugador de tenis. Tras la muerte de su segundo marido, en 1959, se trasladó a Florida, donde en 1960 se graduó en arte e hizo de pintora, trabajando bajo el alias de Helen George. Pintó principalmente flores. Murió el 28 de enero de 1989, y poco después fue galardonada a nivel póstumo con la Cruz de Plata del Mérito por el gobierno polaco. Sus cenizas fueron depositadas en el Cementerio de Bródno de Varsovia.

## Carrera deportiva
En los JJ. OO. de Ámsterdam 1928 —los primeros en que podían participar mujeres— ganó la medalla de oro en el lanzamiento de disco, batiendo el récord del mundo, que ella poseía, con 39.62 metros, superando a la estadounidense Lillian Copeland y a la sueca Ruth Svedberg (bronce con 35.92 metros).